# Land of the Dead: Road to Fiddler's Green
『Land of the Dead: Road to Fiddler's Green』（ランド・オブ・ザ・デッド ロード・トゥ・フィドラーズ・グリーン）は、次々に襲いかかってくるゾンビを撃ち倒していくホラー系ファーストパーソン・シューティングゲーム。英語版は2005年10月17日にGroove Gamesより発売された。Xbox版とPC版が存在する。題名からわかるように映画『ランド・オブ・ザ・デッド』を背景にしている。

## ストーリー
時系列的には映画本編よりも前の出来事であり、プレイヤーは中年農民であるJackとして、うまい具合に置いてあるシャベルやゴルフクラブ、火炎瓶、ショットガンなど多彩な武器でゾンビたちをなぎ払いつつ安全な場所といわれているFiddler's Greenへと向かう。

## ゲーム内容
ロケーションとしては、最初は田舎の一軒の家から始まり、草原や倉庫、下水道を抜けて街の病院や警察署などを通して進んでいく。最初は武器を持っておらず、武器が手に入るまで素手でゾンビを殴り倒してダウンさせていくしかないが、次第に強力な武器が揃うようになる。
ゾンビは移動速度こそ遅いものの、集団で現れしかもマップが狭いため遠くへ逃げるということは難しい構成になっている。また手に入る弾薬も、使用可能な武器の増加とともに専用の種類の弾薬も増えていくので、場合によっては一つの武器が弾薬不足になり、また他の武器の弾が余ってしまうという事態になることもある。
そのためか、弾薬を一切消費しない近距離専用の武器が数多く取り入れられている（ただし近距離用武器は一種類しか装備出来ない。装備するには既に装備している武器を捨てなければならない）。
ゾンビは主に町の住民が何らかの原因でゾンビになっている。殆どは大怪我を負ったような感じの風貌だが、中には骸骨になってしまったり、体中に毒の霧を発生させている者などもいる。毒の霧を放出しているものは、殺すと爆発して致命傷になりかねないようなダメージの霧を発生させるので注意する必要がある。またごくわずかだが、狂ったようにその場に留まって叫び声を上げ続けるだけのゾンビもいる。そのゾンビは一切反撃してこないので楽に倒せる。
大概はマップ内で決められた数のゾンビしか出てこないが、中には延々と出てくるロケーションもあるので、見切りをつけなければいけないところもある（警察署の射撃場など）。

## マルチプレイヤーモード
ここでは専らPC版のマルチプレイについて解説する。ゲームモードは、Deathmatch（自分以外はすべて敵であり、NPCのゾンビも徘徊しているなかでほかのプレイヤーを倒せば得点。いわゆるDM。）、Team Deathmatch（ブルーチームとレッドチームに分かれて殺しあう。Deathmatchと同じくNPCのゾンビが徘徊している。いわゆるTDM。）、Capture the Flag（ブルーチームとレッドチームに分かれて殺し合いつつ、敵の"バッグ"を奪い自分の陣地まで持っていくと得点となる、いわゆるCTF。NPCのゾンビが徘徊している。）、Invasion（プレイヤーは全員味方であり、敵は大量のNPCのゾンビたち。制限時間まで延々とゾンビたちを倒していく。いわゆるCOOP。また、Waveという機能があり、一度ゾンビたちを全滅させても、Waveに上限がない限り再びゾンビが襲ってくる。同時にWave開始時にはそれ以前のWaveで死んでしまったプレイヤーが復活できるようになる。）、の４つがある。
DMやTDM、CTFはカスタムマップも非常に少なく、デフォルトのマップ（元々ゲームに含まれているもの）で対戦サーバーが公開されていることが多い。ゆえに手軽にプレイでき、かつ大人数でプレイできる。しかし、主役であるはずのゾンビが主役ではなく、いずれもプレイヤー対プレイヤーの戦いであるため、徘徊しているNPCのゾンビには特に意味はない。また、マップに登場する武器も限られており、ほかのFPSゲームと比べると飽きやすい。しかし、それに比べ、Invasionは、ほかのFPSゲームにはないゾンビとの激しい戦闘を楽しむことができ、非常に面白く人気も高い。公開されている対戦サーバーの多くが、Invasionであるのもこのためである。また、Invasionには、MODやカスタムマップの開発が盛んであり、数多くのカスタムマップをダウンロードしてプレイできたり（ゲーム内で接続時に自動でダウンロードできるが、ダウンロードスピードが遅くて上手くいかない場合は、Undeadgames.comなどから各自探して手動でダウンロードおよびインストールする。マップファイルは、.dzの拡張子を持ち、ゲームディレクトリのLevelsフォルダ以下に配置する。）、MODにより、プレイヤーも死んでしまうまたは途中参加するとゾンビとなって生き残っているプレイヤーを襲うことができる、プレイヤーはゾンビに一度噛まれただけで感染し（毒状態になる）死んでしまう、AK-74やMP5S、チェーンソーなどといった新たな武器の登場、一部の武器にアイアンサイト機能、ヘッドショットオンリーなどがある。
通常FPSゲームのマルチプレイにおいて、不正なチート行為を防止するためにPunkBusterなどといったアンチチートプログラムが対応されているが、当ゲームにはない。また、当ゲームはUnreal Engine 2.0を使用して製作されているゲームであり、Unreal Engineのコンソールコマンドが使用できる。まれにInvasionにおいて、「switchteam」コマンドや「setname」コマンドを用いて"敵プレイヤー"となって暴れまわる、いわゆる荒らしが存在するがAdminが常駐していることも多いので、KickやBanで対応できる。BanはIPアドレスで行うので、Admin（サーバー管理者）は面倒だが迷惑プレイヤーを永遠に排除できる。また、このゲームのバグとして"telefragged"というものがある。これは通常Unreal Tournamentでテレポート時に起こるものらしいが、このゲームにはテレポートはない。しかし、まれにプレイヤー同士が密着した状態でどちらかのプレイヤーが"telefragged"されるといったことが起こる場合がある。これはほとんどの場合単なる偶然ということが多いが、なかにはチームキルが不可となっているInvasionなどのマルチプレイにおいて味方プレイヤーに対して故意に"telefragged"を行い、チームキルを楽しむ迷惑プレイヤーも存在するので注意が必要である。しゃがみを連続して行いながらプレイヤーに密着して前進することで発生しやすいらしいが、何が原因で発生するのかの具体的なメカニズムは不明である。もちろん"telefragged"すると「〜が〜を"telefragged"しました」と表示されるので故意である場合は、AdminによってBanまたはKickされてしまう。さらに、なかには火炎瓶の火によってプレイヤーが燃えている状態で味方に近づき火を燃え移すなどといった迷惑行為もありこれも当然KickまたはBanの対象となる。サーバー数は決して多いとはいえないので（とくに楽しく遊べるMODやカスタムマップのサーバー）Banによって永遠にゲームに参加できなくなることはマルチプレイができなくなるといっても過言ではない。また、この"telefragged"バグはMODやカスタムマップにより改善されている対戦サーバーもある。

## 登場する武器

### 打撃系
Golf Club（ゴルフクラブ）
Baseball Bat（野球バット）
Hammer（ハンマー）
Shovel（スコップ）
Lead Pipe（鉄パイプ）
Fire Axe（防火斧）
プライマリ攻撃、セカンダリ攻撃共に強力で、頭を狙えば吹き飛ばしも可能な打撃系としてはパワフルな武器。
Fists（素手）
いずれの打撃系武器も持っていない場合の状態で、ゾンビを殺すことは出来ない。
Kung fu Fists（カンフー拳）
素手の状態のときに「カンフーの本」を入手することで、強力な連続パンチを繰り出せるようになる。打撃系武器を所持してしまうと解除されてしまい、マルチプレイでは制限時間のある場合もある。

### 銃器
Glock 26（ハンドガン）
病院で入手可能な自動拳銃。連射力は高いが一発あたりのダメージは小さい。
Single-Action Revolver（シングルアクションリボルバー）
最初に手に入る銃器。頭を撃って吹き飛ばす事も可能だが、当たり判定に癖がある。
Lever-Action .22 Rifle（ウィンチェスターライフル）
威力は小さく装弾数も少ないが、精度と弾薬の豊富さが長所。
Pump-Action Shotgun（ショットガン）
散弾を発射する。近距離においては非常に強力で、ある程度距離を保てば複数のゾンビをまとめて仕留めてしまうことも可能。中〜遠距離では弾はほとんど当たらず効果はない。リロード方式が他のゲームと違って独特。
Bolt-Action Sniper Rifle（スナイパーライフル）
イベントにて入手。スコープが装着されており遠距離への狙撃が可能。連射はできないが、スコープを覗かなくても照準が表示される上、威力も高いため使いやすい。
M16（アサルトライフル）
連射可能な自動小銃で、1発当たりのダメージも高いが、弾を消費しやすい。

### 爆発物
Hand Grenade（手榴弾）
非常に強力な爆発物。自爆に注意すること。
Molotov Cocktail（火炎瓶）
手榴弾よりはパワーに欠けるが、周囲を火の海にする炎はゾンビに燃え移り、継続的にダメージを与えてくれる。